# Lliga moldava de futbol
La lliga moldava de futbol, en moldau Divizia Naţională, és la màxima competició futbolística de Moldàvia.
Entre 1945 i 1991, la competició es disputà com un torneig regional integrat dins les categories de la lliga soviètica de futbol. Des de l'any 1992, any de la independència del país, la competició és organitzada per la Federació de Moldava de Futbol. La màxima categoria està formada per 8 equips.

## Historial
Font:

### Campions durant l'època soviètica
- 1945: Dinamo Kishinyov
- 1946: Dinamo Kishinyov
- 1947: Dinamo Kishinyov
- 1948: Dinamo Kishinyov
- 1949: Burevestnik Bendery
- 1950: Krasnoe Znamya Kishinyov
- 1951: Krasnoe Znamya Kishinyov
- 1952: Dinamo Kishinyov
- 1953: Dinamo Kishinyov
- 1954: KSKhI Kishinyov
- 1955: Burevestnik Bendery
- 1956: Spartak Tiraspol
- 1957: KSKhI Kishinyov
- 1958: Moldavkabel' Bendery
- 1959: NIISVIV Kishinyov
- 1960: Tiraspol
- 1961: KSKhI Kishinyov
- 1962: Universitet Kishinyov
- 1963: Temp Tiraspo
- 1964: Temp Tiraspol
- 1965: Energiya Tiraspol
- 1966: Stroyindustriya Bel'cy
- 1967: Nistrul Bendery
- 1968: Temp Tiraspol
- 1969: Polytekhnik Kishinyov
- 1970: Polytekhnik Kishinyov
- 1971: Pishchevik Bendery
- 1972: Kolchoz im. Lenina Edincy
- 1973: Pishevik Bendery
- 1974: Dinamo Kishinyov
- 1975: Dinamo Kishinyov
- 1976: Stroitel Tiraspol
- 1977: Stroitel Tiraspol
- 1978: Dnestr Tiraspol
- 1979: Dnestr Chobruchi
- 1980: Dnestr Chobruchi
- 1981: Grenicherul Glodyany
- 1982: Grenicherul Glodyany
- 1983: Grenicherul Glodyany
- 1984: Grenicherul Glodyany
- 1985: Iskra Rybnitsa
- 1986: Avangard Lazovsk
- 1987: Tekstilshchik Tiraspol
- 1988: Tigina Bendery
- 1989: Tekstilshchik Tiraspol
- 1990: Moldovgidromash Kishinyov
- 1991: Sperantsa Nisporeny

### Campions des de la independència
- 1992:  FC Zimbru Chişinău (1)
- 1992-93:  FC Zimbru Chişinău (2)
- 1993-94:  FC Zimbru Chişinău (3)
- 1994-95:  FC Zimbru Chişinău (4)
- 1995-96:  FC Zimbru Chişinău (5)
- 1996-97:  Constructorul Chişinău (1)
- 1997-98:  FC Zimbru Chişinău (6)
- 1998-99:  FC Zimbru Chişinău (7)
- 1999-00:  FC Zimbru Chişinău (8)
- 2000-01:  FC Sheriff Tiraspol (1)
- 2001-02:  FC Sheriff Tiraspol (2)
- 2002-03:  FC Sheriff Tiraspol (3)
- 2003-04:  FC Sheriff Tiraspol (4)
- 2004-05:  FC Sheriff Tiraspol (5)
- 2005-06:  FC Sheriff Tiraspol (6)
- 2006-07:  FC Sheriff Tiraspol (7)
- 2007-08:  FC Sheriff Tiraspol (8)
- 2008-09:  FC Sheriff Tiraspol (9)
- 2009-10:  FC Sheriff Tiraspol (10)
- 2010-11:  FC Dacia Chişinău (1)
- 2011-12:  FC Sheriff Tiraspol (11)
- 2012-13:  FC Sheriff Tiraspol (12)
- 2013-14:  FC Sheriff Tiraspol (13)
- 2014-15:  FC Milsami Orhei (1)
- 2015-16:  FC Sheriff Tiraspol (14)
- 2016-17:  FC Sheriff Tiraspol (15)
- 2017:  FC Sheriff Tiraspol (16)
- 2018:  FC Sheriff Tiraspol (17)
- 2019:  FC Sheriff Tiraspol (18)
- 2020-21:  FC Sheriff Tiraspol (19)
- 2021-22:  FC Sheriff Tiraspol (20)
- 2022-23:  FC Sheriff Tiraspol (21)
- 2023-24:  FC Petrocub Hîncești (1)
- 2024-25:  FC Milsami Orhei (2)